# 후루사토촌 (나가노현)
후루사토촌(古里村)은 나가노현 가미미노치군에 설치되었던 촌이다. 현재의 나가노시에 해당한다.